# Правило Бредта

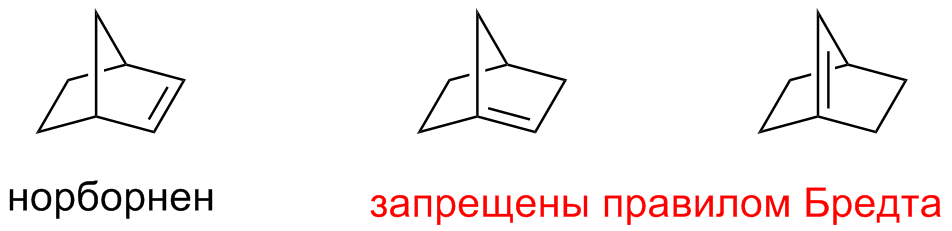
Иллюстрация правила Бредта

Правило Бредта (запрет Бредта) — в органической химии правило, утверждающее, что бициклические мостиковые структуры с двойной связью у мостикового атома углерода не могут существовать. Считалось, что исключения из правила могут составлять только циклы достаточно большого размера, в которых подобная двойная связь может реализоваться. Однако в 2024 году были обнаружено, что могут существовать и относительно маленькие молекулы, нарушающие правило.
Правило было предложено немецким химиком-органиком Ю. Бредтом в 1924 году.

## История
Правило сформировалось в 1924 году в результате 30-летней работы Ю. Бредта с мостиковыми бициклическими соединениями. В ходе этой работы Бредт и сотрудники постоянно замечали аномальное химическое поведение молекул, связанное с наличием мостиковых атомов. Например, было замечено, что бромкамфора не подвергается реакции дегидробромирования, а дикарбоновые кислоты не образовывают внутримолекулярные ангидриды, если это связано с образованием мостикового бицикла с двойной связью в голове моста.
Бредт вскоре осознал, что двойная связь может реализоваться в циклах достаточно большой величины, однако сам он не проводил условной границы, за которой его правило теряет силу. Уже в ближайшие годы после публикации концепция была применена к широкому кругу мостиковых систем, было собрано множество подтверждающей информации и были сделаны попытки установить пределы действия правила.
В результате исследований было обнаружено, что запрещены не только реакции отщепления галогеноводородов, но и другие реакции, которые включают хотя бы промежуточное образование двойной связи при мостиковом атоме, например, енолизация кетонов, реакции циклизации некоторых ненасыщенных соединений и др.
Правильность правила Бредта была показана столь очевидно, что оказалось необходимым пересмотреть все описанные до этого структуры мостиковых соединений, не соответствующих этому постулату.
В настоящее время правило Бредта не утратило актуальности и применяется как инструмент для определения структур и предсказания реакционной способности мостиковых бициклических соединений.
В 2024 году химики научились синтезировать молекулы из класса олефинов, нарушающие правило Бредта.

## Развитие

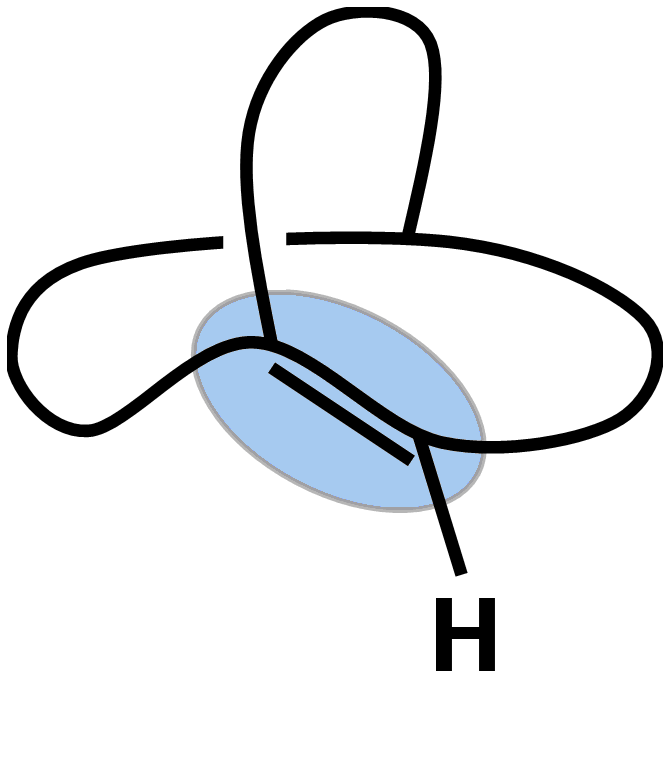
Конфигурация двойной связи у мостикового атома углерода

Для уточнения правила Бредта Ф. Фосетом (англ. Fawcett) было введено число напряжения S:
{\displaystyle S=x+y+z,}
где x, y, z — обозначения величины циклов в систематическом названии мостикового бициклического соединения (например, бицикло[2.2.1]гептан). По результатам В. Прелога он сделал вывод, что правило Бредта не выполняется для соединений с S ≥ 9, а для интермедиатов возможно S = 6.
В 1967 году Вайзман предложил более удовлетворительную интерпретацию правила Бредта. Он указал на то, что двойная связь при мостиковом атоме углерода является эндоциклической одновременно для двух циклов, то есть принадлежит им обоим, причём в одном из них она вынужденно имеет транс-конфигурацию. Вайзман также сделал вывод, что напряжение, возникающее в подобных системах, похоже на напряжение в транс-циклоалкенах. Так, например, самый маленький известный циклический транс-алкен транс-циклооктен неустойчив, однако может быть выделен, тогда как его младшие гомологи не могут быть синтезированы. На этом основании он предположил, что все мостиковые алкены, включающие в себя транс-циклогептен также могут быть синтезированы.

## Механизм
Невозможность образования двойной связи при мостиковом атоме углерода объясняется угловым расположением p-орбиталей, которое исключает их эффективное перекрывание с образованием π-связи, что дестабилизирует молекулу.